# Amis Unal Alá
Amís Unal Alá (Barcelona, 17 de gener de 1842 - Girona, 18 de febrer de 1913) fou un fotògraf i gravador.
Amis Unal d'Ala s'estableix a Figueres el 1864 com a operador de la sucursal de la "Fotografia Española de Barcelona" que estava situada al segon pis del núm 17 del carrer Avinyonet. L'any següent s'associa amb el fotògraf Pau Font per obrir la galeria Unal i Font que deixarà el 1966 per traslladar-se a Girona. Començarà treballant com a operador del gabinet de Joaquim Massaguer al carrer Miquel Oliva i Prat. Després d'un breu projecte amb L. A, Belluga i s'associarà amb Tomàs Marca per obrir una galeria a la plaça Independència fins al 1870.